# 전주 장씨
전주 장씨(全州 張氏)는 전북특별자치도 전주시를 본관으로 하는 한국의 성씨이다.
시조 장응익(張應翼)은 안동 장씨의 시조 장정필의 후손으로  전주부원군(全州府院君), 전성군(全城君)으로서 그의 후손은 전주에 뿌리내렸다.

## 참고 자료
- “전주장씨(全州張氏)”. 뿌리를 찾아서.[깨진 링크(과거 내용 찾기)]